# Zirl
Zirl – gmina targowa w Austrii, w kraju związkowym Tyrol, w powiecie Innsbruck-Land. Według Austriackiego Urzędu Statystycznego liczyła 7934 mieszkańców (1 stycznia 2015).